# Phyllanthus ajmerianus
Phyllanthus ajmerianus är en emblikaväxtart som beskrevs av L.B.Chaudhary och R.Raghavendra Rao. Phyllanthus ajmerianus ingår i släktet Phyllanthus och familjen emblikaväxter. Inga underarter finns listade i Catalogue of Life.